# Ferruccio Pinotti
Ferruccio Pinotti (Padova, 12 giugno 1959) è un giornalista e saggista italiano.

## Biografia
Già redattore a L'Arena di Verona, ha scritto per il Corriere della Sera, per L'Espresso ed Il Sole 24 Ore. A New York ha lavorato per CNN, collaborando anche con L'International Herald Tribune.
È un giornalista, autore di numerosi libri come Poteri forti (2005) sul caso Calvi-Ambrosiano, Opus Dei segreta (2006) sull'ascesa dell'Opus Dei, L'unto del signore (2009) sui rapporti tra Silvio Berlusconi e il Vaticano, La lobby di Dio (2010) su Comunione e Liberazione e Compagnia delle Opere, Wojtyla Segreto (2011) sull'altro volto di Papa Wojtyla, Potere massonico (2021), sulla presenza della massoneria nelle istituzioni italiane e La setta divina (2021), sul Movimento dei focolari.
Si è occupato anche di temi sociali e di attualità di particolare rilievo come l'immigrazione e le vicende della finanza italiana, ripercorse a partire dagli anni ottanta, talvolta tradotte in libro.
Nel 2008 si è cimentato con la narrazione, pubblicando il suo primo romanzo storico La società del sapere, ambientato nel mondo delle università.

## Opere
- Il gruppo dei sette. La cooperazione internazionale alla prova, Milano, Franco Angeli Edizioni, 1996
- Poteri forti[2], Milano, BUR, 2005
- (DE) Berlusconi Zampano. Die Karriere eines genialen Trickspielers (presente solo in lingua tedesca) - Ferruccio Pinotti e Udo Gümpel - Riemann (per ora nessuna casa editrice italiana è stata disposta a pubblicarlo), 2006
- Opus Dei segreta[3], in collaborazione con Emanuela Provera e Amina Mazzali, 2006, BUR
- Fratelli d'Italia, Milano, BUR, 2007
- Olocausto bianco, Milano, BUR, 2008, in collaborazione con Carlotta Zavattiero
- La società del sapere, Milano, Rizzoli, 2008
- Colletti Sporchi, Milano, BUR, 2008, in collaborazione con Luca Tescaroli
- L'unto del signore[4], Milano, BUR, 2009, in collaborazione con Udo Gümpel
- I miracoli economici della Santa Sede, in  AA.VV., Il premier Ratzinger, Illustrazioni di Giuseppe Scalarini, Milano, RCS Periodici, 2009.
- La lobby di Dio. Fede, affari e politica. La prima inchiesta su Comunione e liberazione e la Compagnia delle opere[5] (2ª edizione), Chiarelettere, 2010
- Wojtyla Segreto. La prima controinchiesta su Giovanni Paolo II, Chiarelettere, 2011
- (con Giacomo Galeazzi) Vaticano massone, Piemme, 2013. ISBN 9788858507513.
- (con Stefano Santachiara) I panni sporchi della sinistra, Chiarelettere, 2013. ISBN 9788861905320
- Potere massonico. La fratellanza che comanda l'Italia: politica, finanza, industria, mass media, magistratura, crimine organizzato, Chiarelettere, 2021. ISBN 9788832964264.
- La setta divina. Il Movimento dei Focolari fra misticismo, abusi e potere, Edizioni Piemme, 2021.
- Attacco allo Stato. I misteri delle stragi del 1993 e il codice Matteo Messina Denaro, prefazione di Luca Tescaroli. Solferino RCS Media Group, 2023.

## Trasmissioni televisive
- Le Storie di Corrado Augias. Titolo: «Opera di Dio?». A confronto Ferruccio Pinotti e Giuseppe Corigliano sull'Opus Dei.
- Le Storie di Corrado Augias. Titolo: «Chi sono i liberi muratori?». A confronto Ferruccio Pinotti (autore del libro inchiesta sulla massoneria Fratelli d'Italia, presentato in trasmissione) e Gustavo Raffi, Gran Maestro del Grande Oriente d'Italia., su rai.tv. URL consultato il 22 gennaio 2008 (archiviato dall'url originale il 12 gennaio 2008).